# Kaio Mendes
Kaio Silva Mendes (Várzea Grande, 18 marzo 1995) è un calciatore brasiliano, centrocampista dell'Ituano.

## Caratteristiche tecniche
È un esterno destro.

## Carriera

### Club
Cresciuto nelle giovanili del Grêmio, ha esordito in prima squadra il 16 giugno 2016 in un match pareggiato 3-3 contro la Chapecoense.

## Statistiche

### Presenze e reti nei club
Statistiche aggiornate al 21 novembre 2017.
| Stagione        | Squadra         | Campionato      | Campionato | Campionato | Coppe nazionali | Coppe nazionali | Coppe nazionali | Coppe continentali | Coppe continentali | Coppe continentali | Altre coppe | Altre coppe | Altre coppe | Totale | Totale | Totale |
| Stagione        | Squadra         | Comp            | Pres       | Reti       | Comp            | Pres            | Reti            | Comp               | Pres               | Reti               | Comp        | Pres        | Reti        | Pres   | Reti   |        |
| --------------- | --------------- | --------------- | ---------- | ---------- | --------------- | --------------- | --------------- | ------------------ | ------------------ | ------------------ | ----------- | ----------- | ----------- | ------ | ------ | ------ |
| 2016            | Grêmio          | A+GAU           | 10+7       | 0          | CB              | 2               | 0               | CL                 | 0                  | 0                  | PL          | 0           | 0           | 19     | 0      |        |
| 2017            | Grêmio          | A+GAU           | 8+0        | 1+0        | CB              | 1               | 0               | CL                 | 1                  | 0                  | PL          | 2           | 0           | 12     | 1      |        |
| Totale carriera | Totale carriera | Totale carriera | 25         | 1          |                 | 3               | 0               |                    | 1                  | 0                  |             | 2           | 0           | 31     | 1      |        |

## Palmarès

### Competizioni nazionali
- Coppa del Brasile: 1

Grêmio: 2016

### Competizioni internazionali
- Coppa Libertadores: 1

Grêmio: 2017